# Challenger de Rímini
El torneo Riviera di Rimini Challenger es un torneo de tenis de categoría Challenger que se disputa en la localidad italiana de Rímini desde el año 2004. Se juega en superficie de arcilla, también conocida como tierra batida.

## Finales

### Individuales
| Año  | Campeón         | Finalista            | Resultado        |
| ---- | --------------- | -------------------- | ---------------- |
| 2010 | Paolo Lorenzi   | Federico del Bonis   | 6–2, 6–0         |
| 2009 | Thomaz Bellucci | Juan Pablo Brzezicki | 3–6, 6–3, 6–1    |
| 2008 | Diego Junqueira | Walter Trusendi      | 6–4, 6–3         |
| 2007 | Oliver Marach   | Daniel Köllerer      | 4–6, 2–0 retired |
| 2006 | Pablo Andújar   | Werner Eschauer      | 3–6, 6–1, 7–5    |
| 2005 | Florent Serra   | Iván Navarro         | 6–3, 6–1         |
| 2004 | Tomas Tenconi   | Álex Calatrava       | 6–2, 6–1         |

### Dobles
| Año  | Campeones                               | Finalistas                          | Resultado           |
| ---- | --------------------------------------- | ----------------------------------- | ------------------- |
| 2010 | Giulio di Meo Adrian Ungur              | Juan Pablo Brzezicki Alexander Peya | 7–6(6), 3–6, [10–7] |
| 2009 | Matthias Bachinger Dieter Kindlmann     | Leonardo Azzaro Marco Crugnola      | 6–4, 6–2            |
| 2008 | Leonardo Azzaro Marco Crugnola          | Cătălin Gârd Matwe Middelkoop       | 6–1, 6–1            |
| 2007 | Carles Poch-Gradin Santiago Ventura     | Leonardo Azzaro Alessandro Motti    | 6–4, 6–1            |
| 2006 | Juan Pablo Brzezicki Cristian Villagrán | Vasilis Mazarakis Gabriel Moraru    | 6–2, 5–7, 10–6      |
| 2005 | David Škoch Martin Štěpánek             | Christopher Kas Philipp Petzschner  | 6–3, 6–7(1), 6–1    |
| 2004 | Daniele Bracciali Giorgio Galimberti    | Stefano Cobolli Vincenzo Santopadre | walkover            |